# Благовещенский базар
Благовещенский базар (укр. Благовіщенський базар; неофициальное название Благбаз, официальное в СССР Коммунальный рынок, сейчас Центральный рынок) — центральный рынок и одновременно исторический район города Харькова. Расположен в районе Залопань в основном в Холодногорском, частично в Шевченковском административном районе города.
Базар в 1840 году получил название по стоявшей рядом с ярмаркой старой Благовещенской церкви, а в 1890-х годах — по новому кафедральному Благовещенскому собору.

## Границы

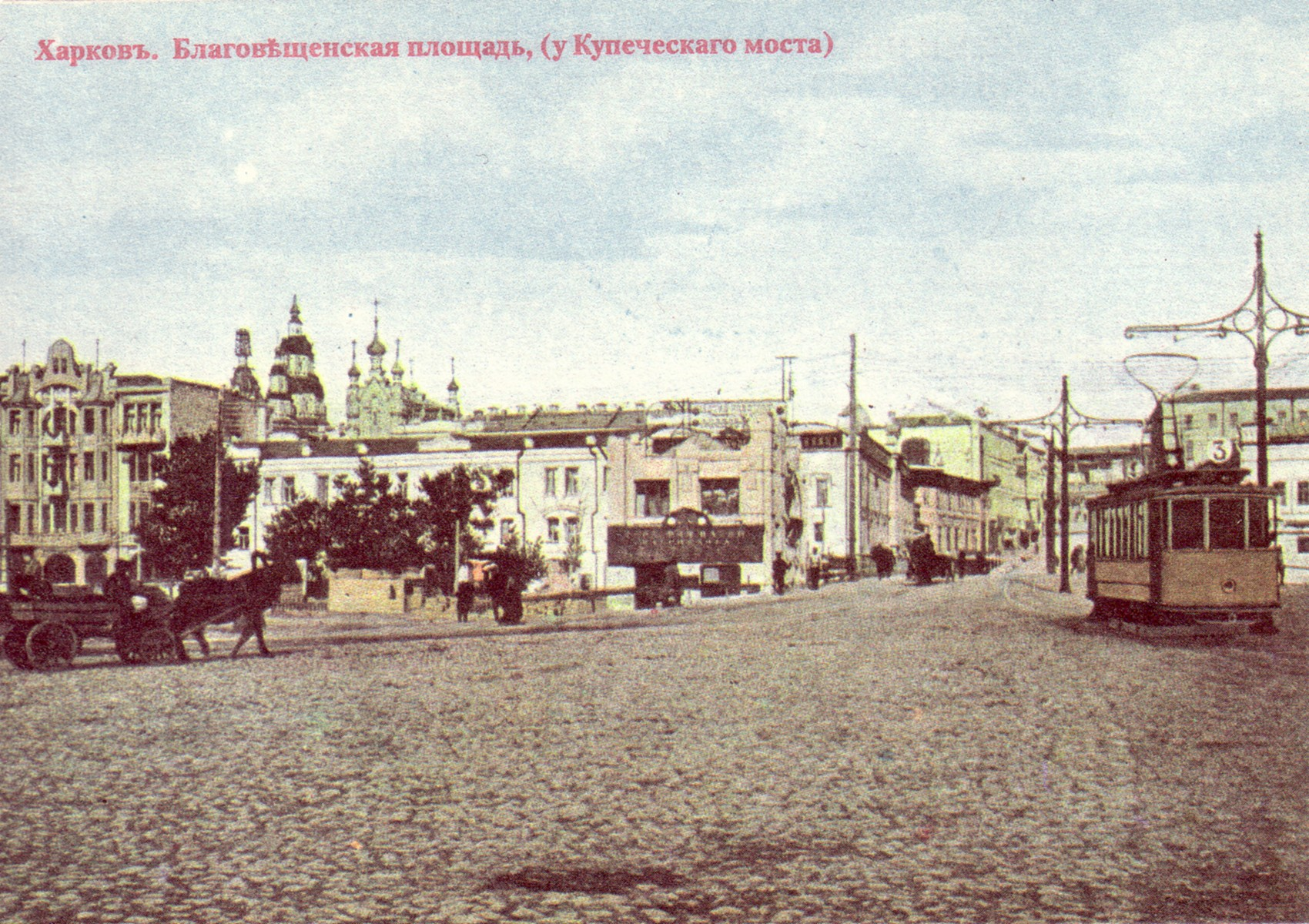
Благовещенская площадь и вид через Купеческий мост на Покровский монастырь (слева). 1900-е

Район ограничен с северо-востока правобережной Ивановской набережной реки Лопань, с юга улицей Кацарской и кафедральным Благовещенским собором, с запада — Панасовкой за Ленинским трамвайным депо (закрытым в 2006 году.)
Включает в себя основную территорию рынка, рынок старых вещей, рыночную площадь, торговые Суздальские ряды XIX века, Дом торговли, пригородную автостанцию, Ивановскую набережную по обеим берегам Лопани и два закрытых Ленинских парка — троллейбусный (ближний) и трамвайный (дальний).

## История

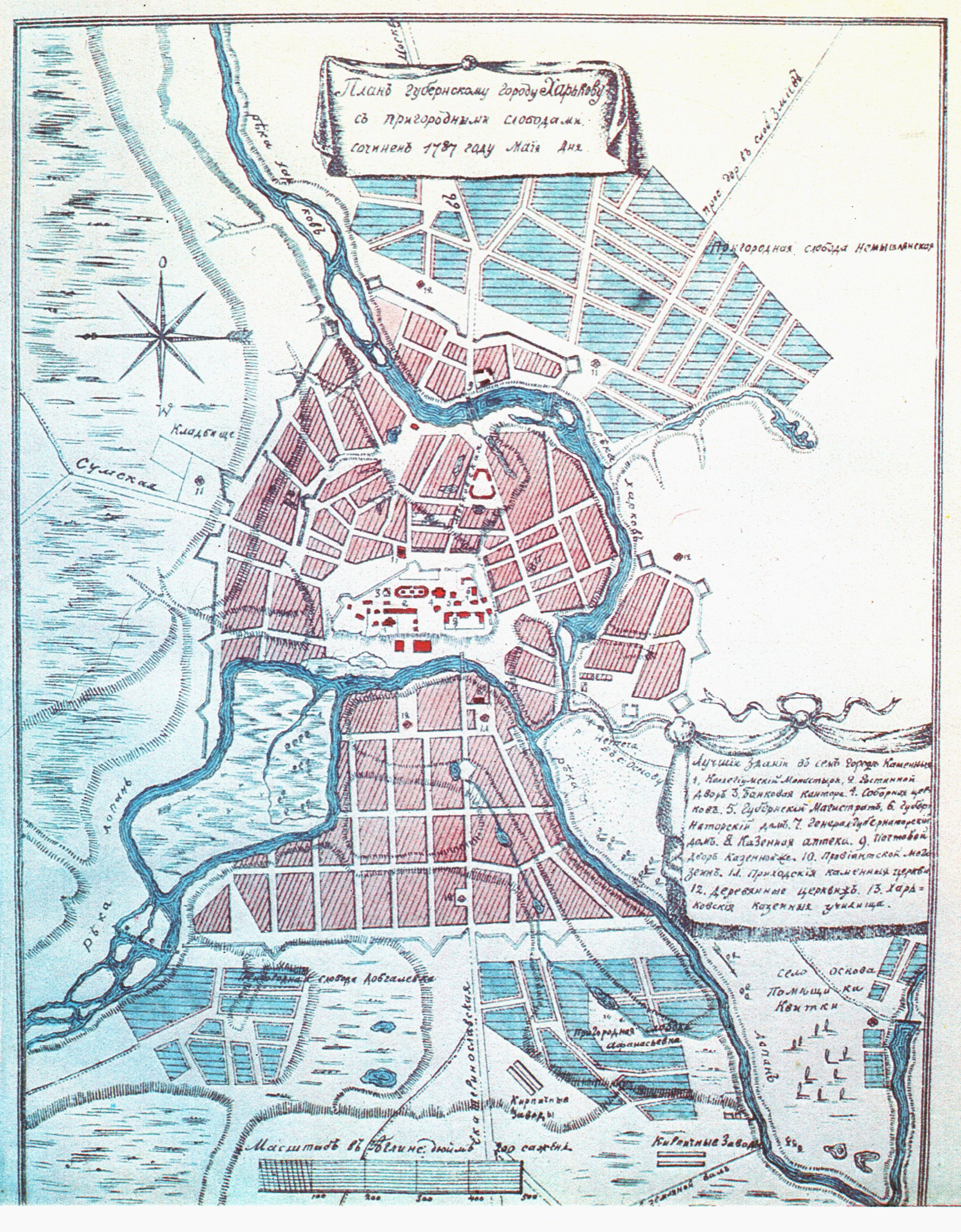
План Харькова, 1787. Хорошо виден большой остров, на месте которого в XIX веке образован базар

До начала XIX века нынешний Благбаз был обширным островом, образованным двумя рукавами Лопани, расходившимися у нынешнего Бурсацкого моста и вновь соединявшимися в одно русло у Резниковского переулка на Панасовке.
В 1820-х, в связи с обмелением рукава Лопани со стороны Панасовки, эта территория превратилась в полуостров. Местность назвали Дунинской (Дуниной) левадой, по фамилии хозяина земли. Она состояла из сплошных болот, поросших камышом, и только в самое сухое время года можно было с трудом пробраться к реке. В северной части левады, у Рогатинского переулка, на левом берегу проходил северный оборонительный вал Харькова, построенный в начале XVIII века.
До принятия решения об основании Благовещенского базара в Харькове вся торговля велась на трёх основных площадях: Михайловской (впоследствии Руднева; это был Сенной базар), Конной (впоследствии Восстания; Конный базар), Сергиевской (впоследствии Пролетарской; Лопанский базар) и иногда на Николаевской (впоследствии Советской Украины; там проводились Никольская и другие ярмарки).
В 1834 Дунинская левада была приобретена городом у дворянки Настасьи Дуниной под главный городской базар.
В 1834 на Благовещенскую площадь перевели Сенной базар с Михайловской площади, отданной под парады: «15 июня 1833 года состоялся приговор Харьковского общества о переводе базара с тогдашней Михайловской площади, обращённой по Высочайшему повелению в плац-парадное место, на Благовещенскую, приобретённую покупкою» (А. Н. Гусев, 1902).)
В 1840 году базар, располагавшийся вокруг старой Благовещенской церкви, в связи с чем новый рынок и получил название Благовещенского, несколько «передвинули» в сторону нынешней Рыночной площади. В 1840—1850-х годах на льду Лопани напротив базара ежегодно происходили кулачные бои.
В 1860—1870-х годах прошла перепланировка базара, ставшего центральной торговой частью города. Здесь проходили Покровская и Крещенская ярмарки.
В конце XIX века базарную площадь замостили булыжником, в 1909 по ней проложили трамвайную линию, которая была снята в 2010-х годах. Летом 1912 в центре базарной площади по проекту архитектора Илиодора Загоскина началось строительство крытого рынка павильонной системы со стеклянным куполом, закончившееся в 1915 году, также здесь было сооружено несколько капитальных зданий оптовых складов. Доктор архитектуры Е. Т. Черасова пишет, что эти сооружения образовали общественно-торговый центр всего Залопанского района Харькова.

## Великая Отечественная войнаи казнь «душегубцев»

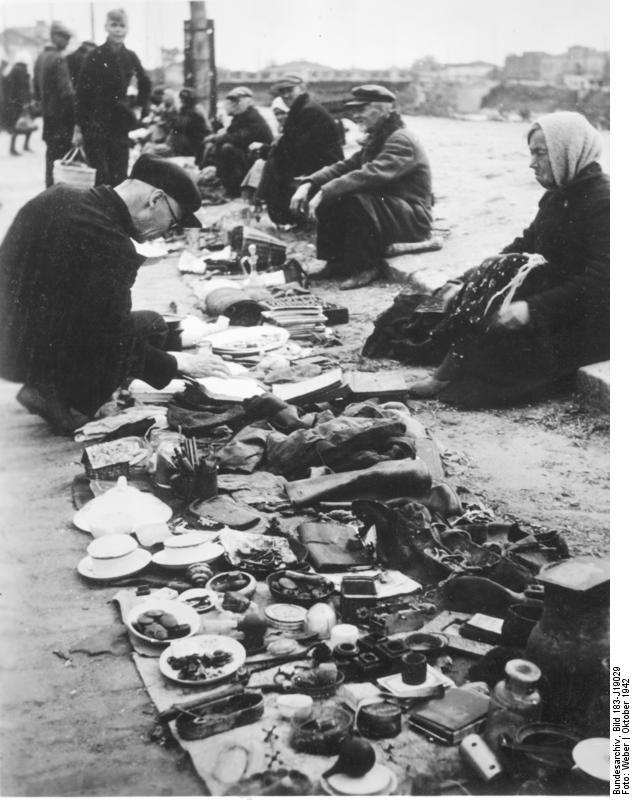
Блошиный рынок в районе Благбаза на набережной Лопани, октябрь 1942

В годы войны строения рынка были разрушены. В 1941—1943 годах на Базарной площади стояли немецкие виселицы и проводились публичные казни для устрашения населения..
В декабре 1943 года в Харькове прошёл первый процесс над нацистскими военными преступниками, массово уничтожавшими харьковчан. Судили одного полицая — члена экипажа газовой машины-душегубки и трёх немцев, которых в народе назвали душегубцами. Приговорённые были повешены на Благовещенской рыночной площади, в присутствии сорока тысяч человек, на том самом месте, где оккупанты сами публично вешали население: заложников, подпольщиков, коммунистов.

О казни экипажа душегубки, состоявшейся 19 декабря 1943 года, я узнал из воспоминаний моего отца. Мальчишкой он провел все годы оккупации в Харькове, видел много страшного, но эту казнь запомнил исключительно хорошо. «На площади Благовещенского базара народу была уйма. Стояли четыре виселицы, но над толпой ничего видно не было. Тогда я залез на столб, укрепленный на двух рельсах и притянутый проволокой. Осужденные стояли в кузове машины, борта были опущены, машина располагалась под виселицей. Немцы спокойно курили, а русский в чёрной робе стоял отдельно. Пилотки нелепо торчали у них из-под погон.
Подошли солдаты, связали немцам руки, русский упал красноармейцам в ноги, но ему тоже связали руки и всех развели под петли. Машина медленно поехала, я смотрел на крайнего немца, он перебирал ногами и повис, дернулся, я закрыл глаза, открыл — он ещё дергается. Я отвел глаза на толпу. Когда он повис, раздался длинный ах… ах…ххх, и многие отшатнулись, некоторые — повернулись и побежали…»
… Декабрь 1943 года. Разрушенный войной город и его жители, прошедшие через все ужасы оккупации. И вот харьковчане, увидев смерть людей, пусть даже таких, как эти нацисты, «отшатнулись… и побежали». Несмотря ни на что, наши сограждане остались нормальными человеческими существами. Может быть, именно поэтому мы и победили фашизм.
— Юрий Зайончковский
В 1952 здание крытого рынка было восстановлено по проекту арх. Мирошниченко. Рядом с автостанцией в 1966—1970 вырос Дом торговли.

## Достопримечательности
- Благовещенская площадь
- Рыночная площадь
- Здание торговых рядов (Благовещенский крытый рынок), 1912—1914
- Дом торговли
- Суздальские ряды
- Фабрика Жоржа Бормана
- Бурсацкий мост
- Рогатинский мост

## Транспорт
- Имеются многочисленные линии маршрутных такси.
- По территории рынка проходят 2 трамвайных маршрута:
  - № 12 — с Южного вокзала до парка Горького и Лесопарка
  - № 20 — с Алексеевки до Южного Вокзала
- Рядом с рынком проходит трасса троллейбусного маршрута № 11 — с Новой Баварии (проспект Дзюбы) до площади Конституции
- В 1969 году под базарной площадью началось строительство станции «Центральный рынок» Холодногорско-Заводской линии метро. Станция была открыта 23 августа 1975 года. Архитектурное решение станции выполнено по проекту В. А. Спивачука. Длина платформы 114 м, станция облицована уральским гранитом.

## Интересные факты
- Существует популярная городская легенда, что слово ракло, приблизительно означающее вор, «мелкий преступник из деревни» — обязано своим происхождением Харькову и благбазу. В XVIII веке в Харькове была бурса, а её покровителем считался святой Ираклий. Вечно голодные бурсаки после занятий сбегали с горы, где расположена бурса, прямо на Благовещенский базар. Там они снискали специфическую славу — и заодно получили такое странное для непосвящённых собирательное имя — раклы, ставшее позже нарицательным.

«Интеллигент! Писатель!» — кричали ему вслед и улюлюкали из подъездов кино раклы (босяки, золоторотцы, на харьковском жаргоне), приведённые в восторг его длинными ногами, кургузым пиджаком, пенсне и странного вида каракулевой шляпой.
— Валентин Катаев, 1926
- В 1920-х годах, когда Харьков был столицей Советской Украины, в него стекались беспризорники с Украины и из России. Здесь, на базаре, где можно было добыть еду, А. С. Макаренко собирал своих колонистов.

## Благбаз в литературе

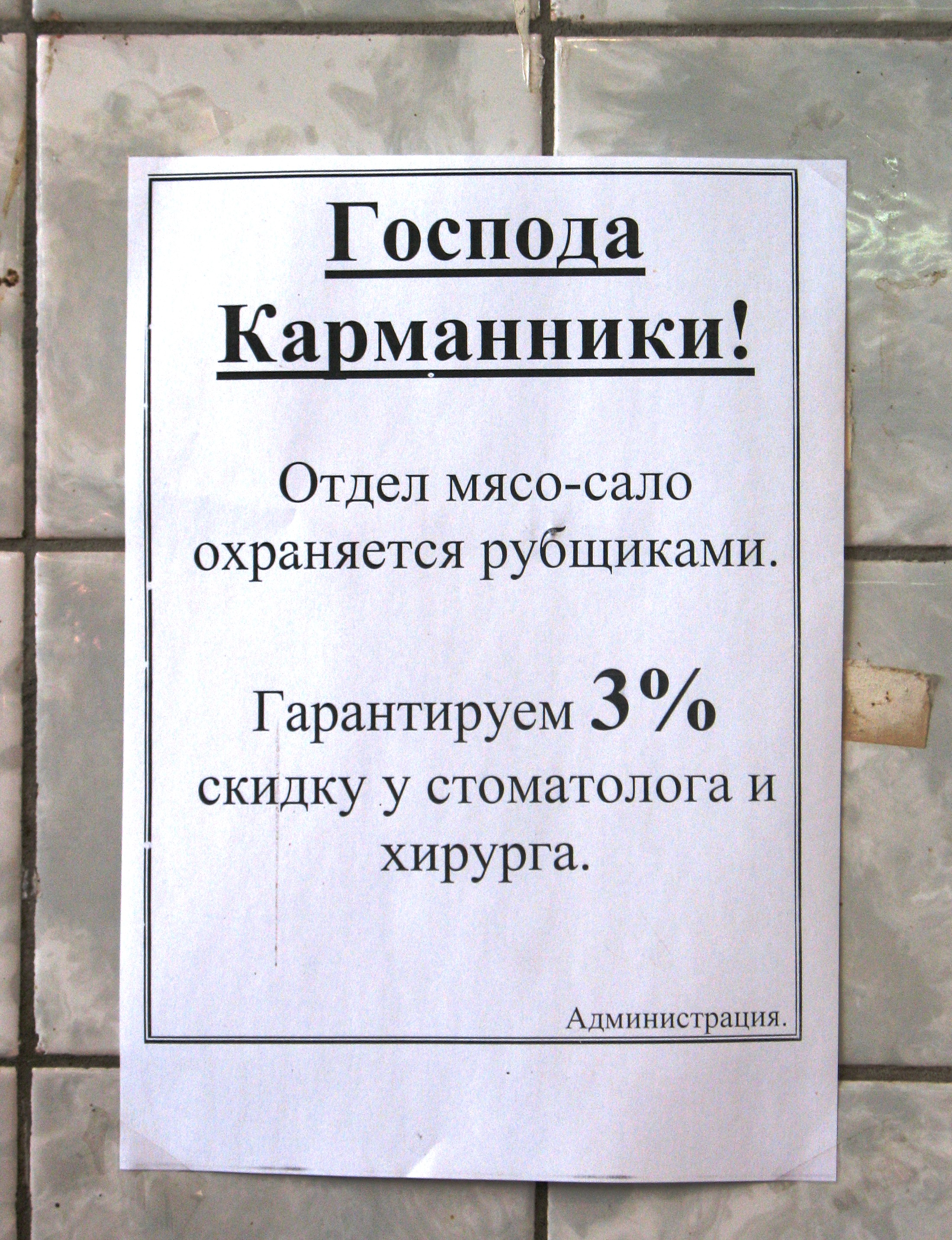
Объявление на базаре, 2010 год

- «В Харькове базар находился неподалёку от большой церкви святого Благовещения. Вокруг церковной ограды, как и у Китайгородской стены в Москве, букинисты торговали книгами» (Игорь Болгарин, Георгий Северский. Адъютант Его Превосходительства).
- «Они вышли к Благовещенскому базару, и Кольцов сразу увидел Наташу. Она прогуливалась вдоль высокой кирпичной ограды… Рядом, за стеной, глухо и напряжённо шумел неугомонный базар. Мимо них, громыхая колёсами, с базара неслись пролётки, мужики и бабы толкали тачки с нераспроданным за день добром — овощами и фруктами» (Болгарин, Северский. Адъютант Его Превосходительства).

Первым в городе проснулся знаменитый харьковский рынок — «Благбаз». Один за другим открывались рундуки. Печальный, неумытый ходил я по Благовещенскому базару, пока в нос не ударил очень вкусный и острый запах. Он забивал запахи квашеной капусты, сельдерея, стынувшего в бочках и похожего на расплавленный сургуч густого томата. Словно охотничий пёс, почуявший перепёлку, раздувая ноздри, пошёл я на этот запах…Если кто-нибудь из вас ел прямо на базаре, стоя рядом с пылающей жаровней, из глиняной миски обязательно шершавой деревянной ложкой горячие,
обжигающие рот, наперченные, залитые сметаной, пересыпанные колендрой, резаным луком, зубками чеснока, оранжевой паприкой, душистые от лаврового листа и петрушки, засыпанные мелко натертым сыром, приготовленные из рубленого коровьего желудка свежие и пахучие флячки, или по-русски рубцы, тот поймет, как трудно было удержаться, чтобы не сломать голову последнему моему рублю!
— Владимир Беляев, Старая крепость, 1959
- «Не имея денег, чтобы купить, и вещей, чтобы продать, ослабевшие и почти лёгкие от голода, мы слонялись по выжженному городу, старательно обходя базар. Нам было легче съесть полную ложку сахарного песку пополам с солью, чем пройти по августовскому великолепию украинского рынка, среди пирамид лакированных помидоров, мраморных досок сала, чудовищных пшеничных калачей, низок табачных листьев, распространявших на солнце аромат алжирских фиников» (Валентин Катаев. Чёрствый хлеб, 1935).
- «Они вышли с вокзала и, расспросив встречного красноармейца, вскоре добрались до Блакбазы. Рынок уже кончался. Свистели милиционеры, разгоняя торговок… Несколько барахольщиков налетели из подворотни. Ёжась от холода, Ванечка снял своё пальтишко. Барахольщики повертели его в руках, подбросили и предложили семьдесят пять копеек» (Валентин Катаев. Растратчики, 1926).
- «На кровати синее одеяло, купленное мной в Харькове на Благовещенском базаре, в голодный год. Баба торговала пирогами. Они укрыты были одеялом. Они, остывающие, ещё не испустившие жара жизни, почти что лопотали под одеялом, возились, как щенки» (Юрий Олеша. Зависть, 1927).
- «Без него я просто пропал бы на харьковской Сухарёвке» (Вениамин Каверин. Освещённые окна, 1975).

Вот тот базар, что на болоте в грязи и сырости стоит…

Коль на базар вы тот пойдёте, у вас иссякнет аппетит.

Торговок брань, хозяек крики, собак кусающихся тьма,

раклы, и вонь, и кутерьма и где-нибудь скандал великий…

А дальше вон «толчок» шумит, здесь торг ворованным кипит

и тьма народа здесь мешает тем, кто на мостик проезжает.

А мостик — чудо красоты!.. Такие дивные мосты

лишь на просёлочной дороге ломать приезжим могут ноги.
— Иванов Василий (Шпилька), «Путеводитель по Харькову», 1890
- В воспоминаниях Людмилы Гурченко "Аплодисменты" Благовещенскому базару во время немецкой оккупации посвящена глава "Базар".[3]